# Кричевский, Михаил Ефимович
Моисе́й (Мо́йше, Михаи́л) Ефи́мович Криче́вский (укр. Мусій (Михайло) Юхимович Кричевський, 25 февраля 1897, Карловка Константиноградского уезда Полтавской губернии — 26 декабря 2008, Донецк, Украина) — советский и украинский учёный и изобретатель в области горного дела, один из последних ветеранов Первой мировой войны.
С 14 декабря 2007 года после смерти неверифицированного 116-летнего украинца Григория Нестора Михаил Кричевский являлся старейшим жителем Украины. В последние годы жизни был единственным ветераном Первой мировой войны, проживавшим на территории бывшего СССР.

## Биография
Родился в Константинограде (по другим данным в Карловке, ныне — Полтавского района Полтавской области Украины) четвёртым ребёнком в небогатой еврейской семье. Отец работал управляющим мельницей у герцога Мекленбург-Стрелицкого, потом приказчиком; мать была домохозяйкой. Учился в начальной еврейской школе, в 10 лет был отдан подмастерьем к сапожнику.
В 1917 году окончил с золотой медалью коммерческое училище в местечке Кобеляки Полтавской губернии, где жил с 1912 года, и был тотчас мобилизован в армию. После обучения в Киевском военно-инженерном училище, в ноябре 1917 года, в юнкерском чине военного инженера-прапорщика был направлен на австро-немецкий фронт в Кошице.
После демобилизации в 1917 году поступил в Екатеринославский горный институт (диплом получил в 1926 году), в 1924 году получил распределение в Донбасс на шахту в городе Снежное.
Михаил Ефимович Кричевский был старейшим членом Донецкой областной еврейской общины. Вся его долгая жизнь связана с судьбой Донецкого края и с горнодобывающей отраслью. Михаил Ефимович работал горным инженером на разных шахтах Донбасса, с конца 1920-х годов заведовал отделом механизации шахты «Рыковка» (впоследствии — «Калиновка») в Сталино, в середине 1930-х годов там же был назначен заведующим кафедрой горных машин в Институте повышения квалификации кадров для горной промышленности, а перед войной направлен в Харьков начальником отдела Всеукраинского горного института. Во время Великой Отечественной войны был отправлен в трудармию на Урал в шахту имени Чкалова под Тагилом.
С 1946 года и до выхода на пенсию в 1972 году работал научным сотрудником в Донецком научно-исследовательском горном институте (ДонУГИ). Автор многих изобретений и двух книг-справочников по уходу за горными машинами. За выдающиеся успехи в восстановлении разрушенных донецких шахт и изобретательство (угольный комбайн «Кировец», врубовая машина «ДТ») был удостоен ордена Трудового Красного Знамени (1947) и других правительственных наград.
Среди полученных М. Е. Кричевским авторских свидетельств (патентов) — струго-скрепер с механизмом подачи на забой (1947), угольный (1940) и горный (1949) комбайны, угольный струг для крутопадающих пластов (1948), ручное сверло для бурения шпуров по углю (1947), способ направления горного комбайна (1940), способ восстановления изношенных поверхностей (1968).
Михаил Ефимович был последним из когда-либо живших ветеранов Первой мировой войны, воевавших в составе Русской императорской армии.
Скончался 26 декабря 2008 года в Донецке, где и похоронен на Новоигнатьевском кладбище.

## Награды
- Орден Трудового Красного Знамени (1947)
- Медаль «За победу над Германией в Великой Отечественной войне 1941-1945 гг.»
- Медаль «За доблестный труд в Великой Отечественной войне 1941-1945 гг.»
- Медаль «Двадцать лет победы в Великой Отечественной войне 1941-1945 гг.»
- Медаль «В ознаменование 100-летия со дня рождения Владимира Ильича Ленина»
- Медаль «Тридцать лет Победы в Великой Отечественной войне 1941-1945 гг.»
- Медаль «Сорок лет Победы в Великой Отечественной войне 1941-1945 гг.»